# 사골

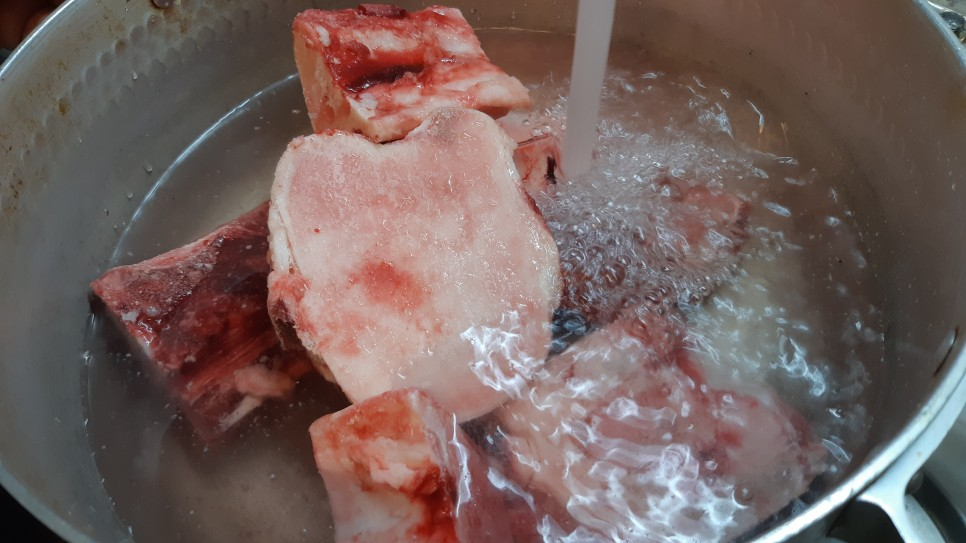
한우 사골

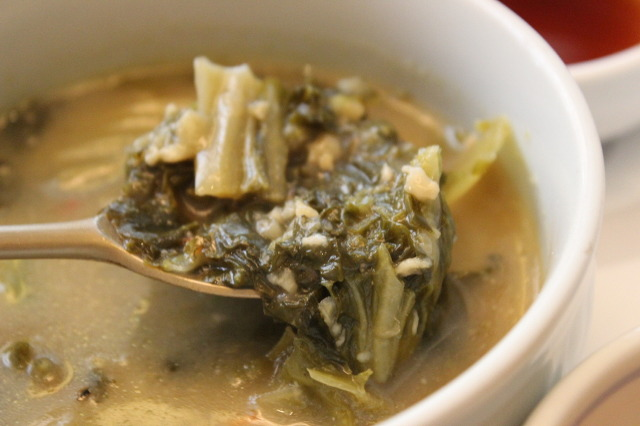
사골우거지국

사골(四骨)은 소의 네 다리 뼈를 말한다. 곰국으로 쓰고, 뼈육수나 고기육수 등 밑국물을 낼 때에 쓴다.

## 같이 보기
- 돈골
- 닭육수
- 치킨스톡
- 곰탕
- 설렁탕